# صفحه آفریقا

صفحهٔ آفریقا

صفحه ی آفریقا (به انگلیسی: African Plate) یک صفحه ی زمین‌ساخت است که قاره ی آفریقا و پوسته ی اقیانوسی که میان مرز این قاره و اقیانوس‌های گرداگرد آن قرار دارد را دربر می‌گیرد. از آنجایی که قاره ی آفریقا از پوسته ی هر دو صفحه ی سومالی و آفریقا تشکیل شده‌است، به صفحه ی آفریقا، صفحه ی نیوبیَن «Nubian Plate» هم گفته می‌شود تا آن را از کل قاره ی آفریقا متمایز سازد.
یکی از فرضیات زمین‌شناسی به این نکته اشاره دارد که صفحات آفریقا به سرعت در حال حرکت به سمت شمال هستند. فارغ از چنین فرضیاتی، سرعت حرکت صفحه ی آفریقا بر روی کره ی زمین در طول یک سال، برابر است با ۲٫۱۵ سانتیمتر (۰٫۸۵ اینچ). این صفحه در طی ۱۰۰ میلیون سال گذشته، در جهت شمال - شمال‌شرقی حرکت کرده‌است که همین موضوع، باعث شده تا صفحه ی آفریقا به صفحه ی اوراسیا نزدیک شود. حاصل چنین جهشی، ایجاد فرورانش میان پوسته ی اقیانوسی و پوسته ی قاره‌ای است، به عنوان مثال می‌توان به بخش‌هایی از مرکز و شرق مدیترانه اشاره داشت. در منطقه غرب مدیترانه نیز، حرکات نسبی صفحات اوراسیا و آفریقا، ترکیبی از نیروهای فشاری و جنبی را ایجاد می‌کند که تمرکز اصلی آن بر منطقه ی معروف گسل متغیر آزور-جبل‌الطارق می‌باشد.

## مرزها
لبه ی سمت چپ این صفحه از نوع مرز واگرا است که در همسایگی آن صفحه ی آمریکای شمالی و صفحه ی آمریکای جنوبی قرار دارد. در شمال شرق صفحه ی عربستان، در جنوب شرق صفحه ی هند-استرالیا، در شمال صفحه ی اوراسیا و صفحه ی آناتولی و در جنوب صفحه ی جنوبگان در همسایگی صفحه ی آفریقا قرار دارند. تمامی این مرزها به جز مرز شمالی با صفحه ی اوراسیا (به جز قسمت کوچکی نزدیک آزور و شکستگی ترسیرا) باقی‌مانده همه واگرا یا در حال گسترش هستند.